# Video for Windows
Video for Windows (VfW), ook wel Video Compression Manager (VCM), was een multimediaraamwerk ontwikkeld door Microsoft dat ondersteuning toevoegde aan Windows om digitale video af te spelen en bewerken.

## Overzicht
Video for Windows werd voor het eerst uitgebracht in november 1992. Het was ontwikkeld als reactie op QuickTime, de videotechnologie die ondersteuning toevoegde voor het Apple Macintosh-platform. Het programma kostte zo'n 200 Amerikaanse dollar. De software bevatte functies voor het bewerken en coderen van video's. Een versie voor het bekijken van video's werd ook beschikbaar gesteld. Oorspronkelijk werd het uitgebracht als een alleenstaand, freeware programma voor Windows 3.1 en Windows 3.11 maar vanaf Windows 95 werd het een integrale component van Windows.
Net als QuickTime waren er drie componenten in Video for Windows. De technologie introduceerde een bestandsformaat ontwikkeld om digitale video op te slaan, namelijk Audio Video Interleave (AVI). De technologie voorzag een API die toestond om softwareontwikkelaars, die werkten onder Windows, een videobewerkings- of afspeelmogelijkheid toe te voegen aan hun eigen programma's. Het bevatte tevens een softwaresuite voor het afspelen en het bewerken van digitale video:
- Microsoft Media Player (niet te verwarren met Windows Media Player)
- VidCap
- VidEdit
- BitEdit
- PalEdit
- WaveEdit

De oorspronkelijke versie had enkele beperkingen zoals een maximale resolutie van 320 bij 240 pixels en een maximale framerate van 30 frames per second (fps).
De Video for Windows-technologie werd grotendeels vervangen bij de juli-uitgave in 1996 van zijn COM-gebaseerde opvolger - ActiveMovie - oorspronkelijk uitgebracht als een betaversie samen met de tweede bèta van Internet Explorer 3.0. ActiveMovie was ook uitgebracht als freeware, alleenstaand of gebundeld met Internet Explorer. Een component dat niet was vervangen door ActiveMovie was video-opname, dat nog steeds een installatie van Video for Windows benodigde tot aan de uitgave van WDM-opname-drivers. Deze drivers werden populair rond het jaar 2000.
In 1995 werd er een rechtszaak ingediend door Apple tegen Microsoft en Intel. Video for Windows zou namelijk enkele duizenden regels Quicktime-broncode bevatten om de prestaties van Video for Windows te verbeteren. De rechtszaak werd in 1997 stopgezet toen Apple akkoord ging om Internet Explorer de standaardbrowser te maken (ten nadeel van Netscape Navigator, zie browseroorlog). Microsoft ging er akkoord mee om Office de volgende 5 jaar verder te ontwikkelen voor de Mac en 150 miljoen dollar aan niet-stemgerechtigde Apple-aandelen aan te kopen.
In maart 1997 kondigde Microsoft aan dat ActiveMovie deel zou uitmaken van DirectX 5-suite en begon rond juli ernaar te verwijzen als DirectShow.

## Versiegeschiedenis
| Uitgavedatum  | Versie                 | Opmerkingen                                                                                             |
| ------------- | ---------------------- | --- |
| november 1992 | Video for Windows 1.0  | Eerste openbare uitgave. Inclusief Microsofts RLE en Video1 codecs.                                     |
|               | Video for Windows 1.1  | Toevoeging van de Cinepak-codec                                                                         |
|               | Video for Windows 1.1a | |
|               | Video for Windows 1.1b | |
|               | Video for Windows 1.1c | |
|               | Video for Windows 1.1d | Bevatte Indeo 3.2 (en naar verluidt broncode van Apple QuickTime voor Windows)                          |
| maart 1995    | Video for Windows 1.1e | Laatste versie voor Windows 3.1x                                                                        |
| augustus 1995 | Video for Windows 95   | Gebundeld met Windows 95                                                                                |
| juli 1996     | Video for Windows NT   | 32-bit versie gebundeld met Windows NT 4.0                                                              |
| juli 1996     | ActiveMovie 1.0        | De opvolger van Video for Windows. Toegevoegde ondersteuning voor MPEG-1 en QuickTime bestandsformaten. |
| maart 1997    | DirectShow 1.0         | |

## Voorbeeld
Dit voorbeeld van broncode toont het skelet van de videocodec in VfW:
```
#include
 
<Windows.h>
 /* Windows WIN32 Native ONLY */ 

#include
 
<vfw.h>

…

LRESULT
 
WINAPI
 
DriverProc
(

	
DWORD
 
dwDriverId
,

	
HDRVR
 
hdrvr
,

	
UINT
 
msg
,

	
LONG
 
lParam1
,

	
LONG
 
lParam2
)

{

	
switch
(
msg
)

	
{

…

		
case
 
ICM_COMPRESS
:

			
// comprimeer frame

			
return
 
Compress
((
ICCOMPRESS
*
)
lParam1
,
 
(
DWORD
)
lParam2
);

…

		
case
 
ICM_DECOMPRESS
:

			
// decomprimeer frame

			
return
 
Decompress
((
ICDECOMPRESS
*
)
lParam1
,
 
(
DWORD
)
lParam2
);

…

	
}

}

…

```